# Lytocarpia vervoorti
Lytocarpia vervoorti is een hydroïdpoliepensoort uit de familie van de Aglaopheniidae. De wetenschappelijke naam van de soort is voor het eerst geldig gepubliceerd in 2011 door El Beshbeeshy.